# Pueblos iranios
Los pueblos iranios (persa antiguo: arya, persa medieval: eran) son un conjunto de grupos étnicos caracterizados por su empleo de lenguas iranias y su ascendencia de antiguos pueblos de la meseta iraní.
Los pueblos iranios viven principalmente en Oriente Medio, Asia Central, el Cáucaso y partes del subcontinente indio, aunque pueblos que hablaban las lenguas iranias fueron hallados en el pasado por toda Eurasia, desde los Balcanes hasta la China occidental.
Como los pueblos iranios no están confinados en los límites del estado actual de Irán, se emplean términos como pueblos iranios o pueblos iránicos para evitar confusión con los ciudadanos de Irán (iraníes).
Los tipos de grupos étnicos que forman los pueblos iranios se remontan a una rama de los antiguos protoiranios. Los hallazgos arqueológicos en Rusia, Asia Central y Oriente Medio han aportado escasa información sobre el modo de vida de estas primeras gentes. Los pueblos iranios han tenido un papel muy importante a lo largo de la historia: los persas aqueménidas establecieron uno de los primeros estados multinacionales del mundo, y los nómadas escitas-sármatas dominaron las vastas mesetas de Rusia y Siberia occidental durante siglos, con un grupo de guerreras sármatas incluido que probablemente sirvió de inspiración para la leyenda griega de las Amazonas.
Además, según algunos académicos, las diversas religiones de los pueblos iranios, incluyendo el zoroastrismo y el maniqueísmo, han servido como importantes influencias filosóficas en el judeo-cristianismo. Las primeras tribus iranias fueron los antepasados de otras muchas tribus y pueblos, incluyendo los persas, los kurdos, los pastunes y otros muchos grupos menores. Los pueblos iranios del sur sobrevivieron a las conquistas de Alejandro Magno, a los intentos de dominio cultural de los árabes musulmanes, y a los asaltos devastadores de los mongoles, mientras que los pueblos iranios del norte fueron asimilados por los eslavos y otros pueblos europeos.

## Etimología y uso
El término iranio se deriva de Irán (literalmente, el «país de los Arios»).
Se cree que el antiguo término protoindoiranio aria, que significa ‘noble’ en dicha lengua, perteneció a una serie de términos de referencia que los arios empleaban, por lo menos en aquellas áreas pobladas por los arios que emigraron hacia el sur desde Asia Central o el sur de Rusia. Se referían a su antigua tierra natal como Airianem Vaeyaj, y su localización geográfica variaba, al referirse a veces a Fars (según Eratóstenes), al área cercana a Herat (según Plinio) e incluso a todo el espacio de la Meseta iraní (según Estrabón).
Desde el punto de vista lingüístico, el término Pueblos iranios es similar al de Pueblos germánicos, que incluye a gente diversa que habla lenguas germánicas, como el inglés, el alemán o el noruego; o también al término pueblo eslavo, que incluye a varios hablantes de las lenguas eslavas como los rusos, los bosnios y los serbios.
Así, en líneas generales, los pueblos iranios no comprenden únicamente a los persas, los afganos y a los tayiks (o ‘persas del este’) de Irán, Afganistán y Tayikistán respectivamente, sino también a los pastunes, los baluchis, los kurdos, los osetios, los zazas y otros grupos. El uso académico del término pueblos iranios es así distinto del estado de Irán y sus ciudadanos (que son todos iraníes por su nacionalidad), de la misma manera que pueblos germánicos se diferencia de alemanes. Muchos ciudadanos de Irán no pertenecen necesariamente a pueblos iranios al no hablar las lenguas iranias y al no tener lazos discernibles con antiguas tribus iranias.

## Historia y asentamiento

### Raíces

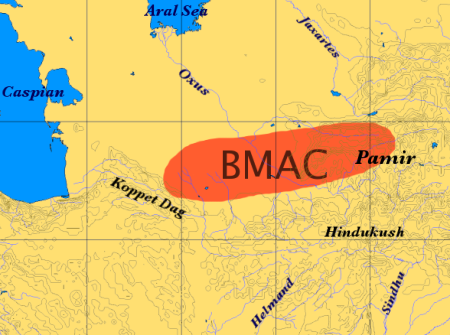
Extensión del CAB-M (según la Enciclopedia de Cultura Indo-Europea).

Descendientes de los protoindoiranios, los protoiranios se separaron de los indo-arios, los nuristaníes y los dárdicos, que se encontraban en Asia Central o Afganistán, a comienzos del segundo milenio a.  C. Existe la hipótesis de que el área entre el norte de Afganistán y el mar de Aral fue la región en la que aparecieron los primeros protoiranios nada más separarse las tribus indo-iranias, especialmente el Complejo Arqueológico Bactria-Margiana, donde se desarrolló una cultura de la Edad de Bronce de Asia Central.
A principios del primer milenio a. C., los antiguos pueblos iranios, como por ejemplo los medos, los persas, los bactrianos y los partos ocuparon la Meseta iraní, mientras que otros grupos como los escitas, los sármatas y los alanos ocuparon las estepas al norte del mar Negro.
Las tribus sacas y escitas se expandieron hacia el oeste, tan lejos como hasta los Balcanes, y hacia el este, tan lejos como hasta Xinjiang.
La división entre un grupo de iranios orientales y otro de iranios occidentales a principios del primer milenio es evidente en la diferencia existente entre el avéstico y el persa antiguo, las dos lenguas iranias más antiguas que se conocen. Se cree que los textos avésticos conocidos como los Ghatas fueron redactados por Zoroastro, el fundador del zoroastrismo, siendo posiblemente la cultura Yaz (1500 a. C.-1100 a. C. aprox.) la promotora del desarrollo de la cultura iraní oriental.
La lengua irania de la que se poseen registros escritos más antiguos es el persa antiguo. La escritura del persa antiguo, creada en el siglo VI a. C. por orden de los reyes persas, era escrita con signos cuneiformes, inspirados, al menos superficialmente, en los de las escrituras cuneiformes (como la acadia o la elamita) que la precedían.

#### Iranios occidentales

Mapa geográfico de la influencia iraní en el primer siglo a. C. El Imperio parto (casi toda la zona de la lengua occidental irania) se muestra en rojo, y las áreas dominadas por Escitia (lenguas orientales iranias) en naranja.

Los antiguos persas se establecieron en la zona occidental de la Meseta iraní y parece ser que interactuaron considerablemente con los elamitas y los babilonios, mientras que los medos también entraron en contacto con los asirios al oeste. Ciertos fragmentos de la lengua meda y del antiguo persa muestran sus raíces comunes protoiranias, recalcadas por las descripciones de Estrabón y Heródoto de estas lenguas, donde destacaban su similitud con las que hablaban los bactrianos y los sogdianos en el este. 
Tras el establecimiento del Imperio aqueménida, la lengua persa se expandió desde Fars a las diversas regiones del imperio, y varios dialectos modernos de Irán, Afganistán (conocidos también como Dari) y Asia Central (el tayiko) descienden del antiguo persa.
Las primeras pruebas de la existencia del antiguo persa se encuentran en la Inscripción de Behistún (515 a. C., aprox.), una declaración de Darío I de Persia. La inscripción proporciona una conexión entre las lenguas iranias con el uso del término Ario en los primeros textos indo-arios.
Los reyes aqueménidas redactaban usualmente sus inscripciones en forma trilingüe (elamita, acadio y antiguo persa), mientras que los idiomas más usados en la administración eran el arameo y el elamita, lo que evidencia una sociedad multicultural.
Los primeros habitantes del Imperio aqueménida parecen haber adoptado la religión del zoroastrismo. Otros importantes pueblos iranios, como los kurdos, se piensa que surgieron de poblaciones iranias que se mezclaron con pueblos caucásicos como los hurritas, al haberse hallado ciertas características únicas en el lenguaje kurdo que se asemejan fielmente a aquellas encontradas en las lenguas del Cáucaso.
Los baluchis hablan de una tradición oral sobre su migración desde Alepo (Siria), en el año 1000 aprox., mientras que la evidencia lingüística conecta el idioma baluchi con el kurdo y el zazaki.

#### Iranios orientales
A pesar de que las tribus iranias del sur se conocen mejor gracias a las tribus modernas de hoy en día, las tribus que se quedaron mayoritariamente en la amplia área eurásica se conocen a través de las referencias hechas sobre ellas por los antiguos griegos, persas e indo-arios, y también gracias a diversos hallazgos arqueológicos. 

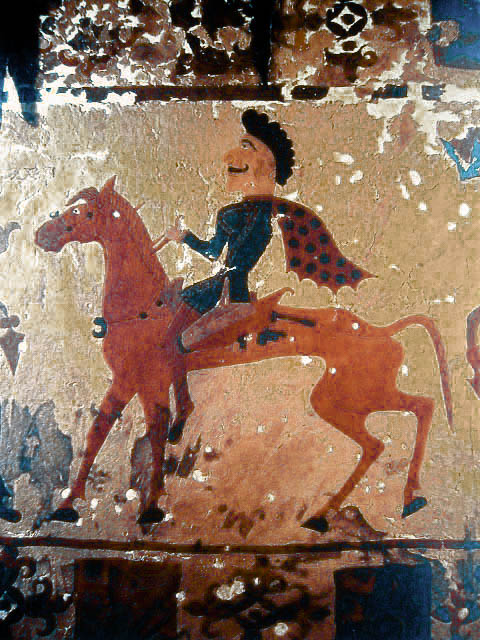
Jinete escita, artefacto encontrado en Pazyryk, Rusia Siberiana, 300 a. C. aprox.

Muchos antiguos textos sánscritos hacen referencia a tribus como los sacas, los paradas, los kambojas, los bahlikas, los uttaramadras, los madras, los lohas, los parama kambojas, los rishikas, los tocarios (o tusharas), etc, y los emplazan en la división noroeste de Uttarapatha, en Asia Central, más allá de los límites del Hindu Kush. El antiguo cronista griego Heródoto (siglo V a. C.) hace referencia a gente nomádica que él identifica como los escitas, y que según él se encontraron en lo que actualmente es el sur de Rusia.
Se cree que estos escitas fueron conquistados por sus primos orientales, los sármatas, que son descritos por Estrabón como la tribu dominante que controlaba la estepa al sur de Rusia en el primer milenio d. C. Estos sármatas también eran conocidos por los romanos, que conquistaron las tribus occidentales en los Balcanes y mandaron a algunos sármatas, alistados en las legiones romanas, al oeste, tan lejos como hasta Britania.
Los sármatas del este con el tiempo dieron lugar a los alanos, y también se movieron a lo largo y ancho del mundo, con una rama llegando hasta Europa Occidental y África del Norte al acompañar a los vándalos germánicos durante sus migraciones. Se cree que los osetas modernos son los únicos descendientes directos de los alanos, ya que otros descendientes desaparecieron tras las invasiones germanas, hunas y, finalmente, eslavas.
Posteriormente, algunas de las tribus saka-escitas de Asia Central se dirigirían más al sur e invadirían la Meseta iraní y el noroeste de la India. Otra tribu irania relacionada con los saca-escitas fueron los parnos en Asia Central. Esta tribu presionó y, finalmente, expulsó a los dominantes seléucidas griegos de Persia. Los parnos sucedieron a los seléucidas y dieron lugar en el tiempo a los partos, una dinastía que gobernó Persia en los primeros siglos del primer milenio d. C., y que se convirtió en el rival principal del Imperio romano en el este. Se supone que muchas tribus iranias, incluyendo a los corasmios, los masagetas y los sogdianos, fueron asimiladas o expulsadas de Asia Central por las migraciones de túrquicos procedentes de Siberia.
Los iranios orientales supervivientes predominantes se encuentran representados por los pastunes, cuyos orígenes generalmente se cree que se encuentran en el sur de Afganistán, desde donde se expandieron hacia el oeste (hasta llegar a Herat) y hacia el este (hasta el Indo). La lengua pashto presenta ciertas afinidades con la lengua bactriana, y se piensa que ambas tienen como origen el iraní medieval.
Los osetas modernos aseguran ser los descendientes de los alano-sármatas, y su lengua noreste-iraní confirma esto, a la vez que culturalmente se parecen a sus vecinos caucásicos, los kabardinos, los circasianos y los georgianos. Varios pueblos iranios extintos existían en el Cáucaso oriental, incluyendo a los azari, mientras que algunos pueblos iranios se quedaron en la región (incluyendo a los talesh, a los tati, y también a los judeo-tati, que han vuelto a Israel,) en Azerbaiyán y en el norte, hasta la república rusa de Daguestán.

### Desarrollo posterior
Antiguamente, la mayoría de pueblos iranios del sur se adhirieron al zoroastrismo, al budismo (en zonas de Afganistán y Asia Central), al judaísmo y al cristianismo nestoriano (especialmente los kurdos y persas que vivían en Irak). Los osetas se convertirían posteriormente al cristianismo, y tras su anexión al Imperio ruso, la ortodoxia rusa sería la religión dominante, mientras que algunos se convirtieron al islam debido a la influencia de los otomanos.

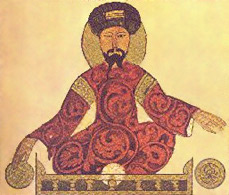
El sultán kurdo Saladino, representado en un códice árabe del.

Al iniciarse el reinado de Umar en el 634, los árabes musulmanes comenzaron la conquista de la Meseta iraní. Los árabes conquistaron el Imperio sasánida de los persas y se hicieron con gran parte del Imperio bizantino, donde residían kurdos y otros pueblos. En último término, los diversos pueblos iranios, incluyendo a los persas, kurdos y pastunes, se convirtieron al islam. Más tarde los pueblos iranios se separarían en divisiones sectarias cuando los persas (y posteriormente los hazaras) decidieron seguir el chiismo, mientras que la mayoría de los demás pueblos iranios permanecieron fieles al sunismo. Al cambiar las antiguas tribus e identidades, también cambiaron los pueblos iranios, muchos de los cuales asimilaron pueblos y culturas extranjeras.
Posteriormente, durante el segundo milenio, los pueblos iranios tendrían un papel principal durante la era del imperio islámico y su expansión. Saladino, notable adversario de los cruzados, era un kurdo étnico, mientras que varios imperios localizados en Irán (incluyendo a los safávidas) restablecieron un dialecto moderno del Persa como el idioma oficial a lo largo de lo que es considerado hoy día como Irán y ciertas partes adyacentes de Asia Central. La influencia iraní se extendió al Imperio otomano, donde el Persa se hablaba con frecuencia en la corte, al igual que en el Imperio Mogol, comenzando en Afganistán y yendo luego a la India. Todos los pueblos iranios principales reafirmaron su uso de las lenguas iranias tras la decadencia del dominio árabe, pero no comenzarían a conformar identidades nacionales hasta el siglo XIX y principios del XX (justo cuando los alemanes e italianos comenzaban a formular identidades nacionales propias).

## Demografía
Se estima que hay unos 210-230 millones de hablantes nativos de las lenguas iranias. Actualmente, la mayoría de estos pueblos iranios viven en Irán, Afganistán, Pakistán occidental (Áreas tribales y Baluchistán), Tayikistán, partes de Uzbekistán (especialmente Samarcanda y Bujará), el Cáucaso (Osetia y Azerbaiyán) y en las zonas kurdas (denominadas como Kurdistán) de Turquía, Irak, Irán y Siria. También pueden encontrarse pequeños grupos de pueblos iranios en la China occidental y en la India.
Debido a migraciones recientes, también hay grandes comunidades de hablantes de lenguas iranias en Europa, América e Israel.

## Diversidad
En su mayor parte, ha sido a través de similitudes lingüísticas que los pueblos iranios han podido ser relacionados, ya que muchos pueblos no-iranios han adoptado costumbres y lenguas iranias. Sin embargo, se han identificado también otras características comunes, incluidos una serie de sucesos históricos comunes que frecuentemente han relacionado con los pueblos iranios del sur, como pueden ser las conquistas helénicas, los diversos imperios localizados en Persia, y las invasiones de los califatos árabes y de los túrquicos.
Aunque la mayoría de los pueblos iranios se establecieron en la región de la Meseta iraní, muchos se expandieron hacia la periferia, desde el Cáucaso y Turquía hasta el Indo y China occidental. Los pueblos iranios se han entremezclado frecuentemente con otras poblaciones, siendo un ejemplo destacado los hazaras, que presentan unos antecedentes túrquico-mongoles distintivos que contrastan con muchos de los otros pueblos iranios.
De manera similar, los baluchis se han mezclado con los brahui, hablantes de lenguas drávidas que han sido fuertemente cambiados por los invasores iranios, mientras que los osetios se han relacionado invariablemente con los georgianos y otros pueblos caucásicos. Entre los pastunes las cosas varían: algunos se han mezclado con otros grupos iranios como los tayikos y los túrquicos, y otros en el este se han mezclado con los pueblos dárdicos y los nuristaníes. De hecho, los kurdos son un pueblo iranio ecléctico que, pese a mostrar algunos lazos etnolingüísticos con otros pueblos iranios (en particular con su lengua irania y algunas características culturales), se cree que se han mezclado con pueblos caucásicos y semitas. También los persas modernos forman un grupo heterogéneo de pueblos que descienden de diversos pueblos iranios antiguos e indígenas de la Meseta iraní, como los elamitas. De esta manera (parecida al ejemplo anteriormente mencionado de los pueblos germánicos que incluyen el inglés y que tienen orígenes germanos y celtas), los iranios conforman un grupo etnolíngüístico, y los pueblos iranios muestran grados variables de antecedentes y características culturales comunes que señalan sus respectivas identidades.

## Cultura y asimilación
Muchas de las características culturales de los antiguos iranios eran similares a las de otras sociedades protoindoeuropeas. Como otros indoeuropeos, los primeros iranios realizaban sacrificios rituales y tenían una jerarquía social compuesta por guerreros, clérigos y granjeros, y también contaban con himnos poéticos y sagas para contar sus hazañas.
Tras la separación de los indo-iranios, los iranios desarrollaron una cultura cada vez más distintiva. Se supone que los primeros iranios se casaron con miembros de las culturas locales y las asimilaron durante un largo periodo de tiempo, y de esta forma una identidad de casta nunca fue necesaria o creada por los iranios —algo que contrastaba fuertemente con los indo-arios siglo XIX—.
Diversas características comunes pueden encontrarse entre los pueblos iranios. Por ejemplo, el evento social Noruz es un festival iraní realizado por casi todos los pueblos iranios, y también por otros de la región. Sus orígenes se remontan al zoroastrismo y tiempos prehistóricos.
Algunos pueblos iranios muestran características distintivas que los hacen únicos. Los pastunes poseen un código de honor y cultura conocido como Pashtunwali, y algo parecido, aunque más jerárquico, denominado Mayar, existe entre los baluchis.

### Religión

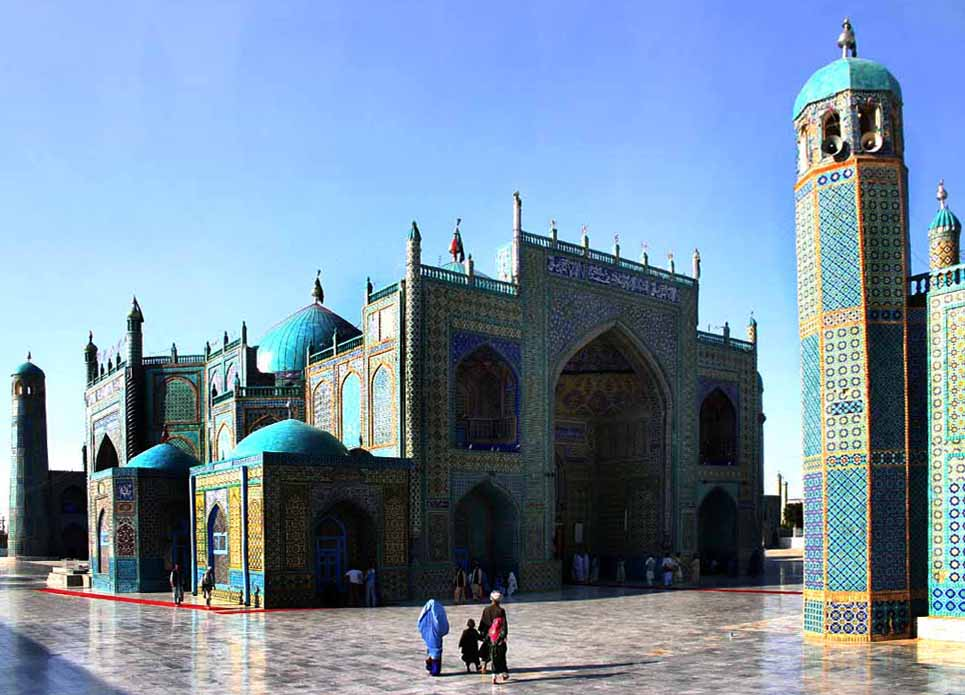
Mezquita Azul de Mazar-e sharif. Muchos de estos monumentos arquitectónicos musulmanes se pueden atribuir a los esfuerzos de los pueblos iranios, que hoy en día son mayoritariamente seguidores del islam.

Los primeros pueblos iranios pueden haber adorado a diversas deidades que se han encontrado en otras culturas que los invasores indoeuropeos ocuparon. La primera gran religión de los pueblos iranios fue el zoroastrismo, que se extendió a casi todos los pueblos iranios que vivían en la Meseta iraní.
Los modernos hablantes nativos de las lenguas iranias siguen principalmente el islam. Otros siguen el judaísmo, el cristianismo y el bajaísmo. Existe un número indeterminado que no profesa ninguna afiliación religiosa. De los pueblos iranios musulmanes, la mayoría siguen la rama del islam suní, mientras que los persas y los hazaras siguen la chií. Se cree que en Irán, el islam chiita y el sufismo están afectados por el persianismo. La comunidad cristiana está representada mayoritariamente por la denominación ortodoxa rusa, seguida por los osetas y los nestorianos. El judaísmo lo siguen principalmente los judíos persas, los judíos de Afganistán, los judíos kurdos y los judíos de las montañas del Cáucaso, que se encuentran ahora en Israel. La religión histórica del Imperio persa fue el zoroastrismo, y tiene algunos seguidores modernos. Se les conoce como los parsis en la India o los zoroastras en Irán y Pakistán.

### Influencia iraní en los pueblos túrquicos
En temas relacionados con la cultura, las diversas minorías que hablan túrquico en Irán (especialmente el pueblo azerbaiyano) y Afganistán (como los uzbekos y los turcomanos) suelen hablar las lenguas iranias, además de sus propias lenguas túrquicas, y poseen una cultura iraní hasta tal punto de emplearse el término Turco-iranio.
Este uso se realiza en diversas circunstancias que implican interacciones históricas, casamientos entre culturas, asimilaciones culturales, bilingüismo y solapamientos culturales.
Se debe destacar en esta síntesis de la cultura turco-iraní a los azaríes, cuya cultura, religión y periodos históricos significativos están relacionados con los persas. Ciertas teorías y tests genéticos sugieren que los azaríes descienden de los antiguos pueblos iranios que perdieron su lengua irania tras las invasiones túrquicas de Azerbaiyán en el siglo XI. De hecho, a lo largo de toda Asia Central y Oriente Medio, la cultura iraní y túrquica se han fusionado en muchos casos para formar diversas culturas y poblaciones híbridas, lo cual se evidencia a través de diversas dinastías gobernantes como los gaznávidas, los selyúcidas y los mogoles.
Las influencias culturales iranias también han sido significativas en Asia Central, donde se cree que los invasores túrquicos se mezclaron en gran parte con los pueblos iranios nativos, de los cuales sólo quedan los tayik, en términos de uso de lenguas. Las áreas de la antigua Unión Soviética adyacentes a Irán, Afganistán y algunas zonas kurdas (como Azerbaiyán y Uzbekistán) han pasado por décadas de dominio ruso y soviético que han dado hasta cierto punto una nueva forma a las culturas turco-iranias que hay allí.
Los alanos también fueron contemporáneos (y posiblemente estuvieran relacionados con los mismos) de pueblos que hablaban lenguas túrquicas localizados en la estepa europea (como los burtas o protobúlgaros) y modernos pueblos túrquico-europeos como los tártaros del Volga, los tártaros de Crimea y los chuvases.

## Genética
Las pruebas genéticas realizadas a los pueblos iranios han revelado que existen muchos genes comunes para los miembros de estos pueblos, pero con numerosas excepciones y variaciones regionales. Los estudios genéticos realizados por Cavalli-Sforza han mostrado que los iranios se agrupan de manera muy próxima a los grupos europeos, y de forma más lejana a los grupos orientales próximos. Los tests genéticos preliminares sugieren orígenes comunes para la mayoría de los pueblos iranios:

Las poblaciones localizadas al oeste de la cuenca del Indo, incluyendo aquellas de Irán, Anatolia y el Cáucaso, exhiben una composición de linaje común de ADNmt, compuesto principalmente de linajes eurásicos occidentales, con una muy limitada contribución del sur de Asia y del este de Eurasia (fig.1). De hecho, los diferentes pueblos iranios muestran un grado muy llamativo de homogeneidad. Esto no lo revelan únicamente los valores inexistentes de FST y el diagrama de ordenador (fig.6), sino también los resultados del SAMOVA, en donde una barrera genética significativa separa las poblaciones al oeste de Pakistán de aquellas del este y norte del valle del Indo (resultados no mostrados). Estas observaciones sugieren, o bien un origen común para las poblaciones iranias actuales, y/o niveles extensivos de intercambio de genes entre ellas.

Básicamente, los resultados de este estudio revelan que se han encontrado muchos marcadores genéticos comunes entre los pueblos iranios del Tigris y los de las áreas al oeste del Indo. Esto correlaciona con las lenguas iranias que se hablan del Cáucaso a las áreas kurdas de la región de los Zagros, y hacia el este a Pakistán occidental, Tayikistán y partes de Uzbekistán en Asia Central. El extensivo intercambio genético podría ser una indicación de la expansión de los pueblos que hablan lenguas iranias, que en la actualidad se hablan principalmente en la Meseta iraní y regiones adyacentes. Estos resultados muestran las relaciones de los pueblos iranios entre sí, mientras que otros tests comparativos revelan algunos orígenes diversos para pueblos iranios como los kurdos, que muestran lazos genéticos con el Cáucaso en niveles considerablemente más altos que cualquier otro pueblo iranio, excepto los osetios, y también muestran lazos con poblaciones europeas y semitas que viven muy próximamente a ellos, como los árabes y los judíos.
Según un estudio publicado en 2001, los antepasados de los kurdos procedían de un antiguo sustrato lingüístico mediterráneo, como los hurritas y los hititas. Según este estudio, la existencia de antepasados arios en los kurdos y otros pueblos de habla irania en Anatolia no está demostrada o apoyada por análisis genéticos.
Otro estudio del mapa genético de Irán fue realizado por un equipo de genetistas de la Universidad de Cambridge dirigido por el doctor Maziar Ashrafian Bonab. Bonab señaló que su equipo había realizado extensivas pruebas de ADN en diferentes grupos lingüísticos, incluyendo hablantes indoeuropeos y no-indoeuropeos, de Irán.
El estudio descubrió que los azerbaiyanos de Irán no tienen un FST y otros marcadores genéticos parecidos a los que se encuentran en los turcos anatolianos y europeos. Sin embargo, el gen FST y otros rasgos genéticos como el ADNmt y el MRca de los azaris iranios era idéntico al de los persas de Irán.
En último término, las pruebas genéticas revelan que aunque los pueblos iranios muestran en general numerosos marcadores genéticos en común, también hay indicios de interacciones con otros grupos, variaciones regionales y casos de deriva genética. Además, las poblaciones indígenas pueden haber sobrevivido a las oleadas de los primeros arios invasores, cuando la asimilación cultural dio paso al cambio de lengua a gran escala (como pasó con algunos kurdos, hazaras, persas iranios occidentales, y otros).

### Raíces indoeuropeas
La investigación sobre el ADNmt, llevada a cabo en varios países de Oriente Medio, prueba la existencia de un origen común de las poblaciones iranias de Asia Central y anatolias, y revela lazos genéticos con otras poblaciones de Eurasia occidental.
Asimismo, la influencia del sur o este de Asia está ausente o es despreciable. Una investigación a gran escala de Cavalli-Sforza (anteriormente mencionado) también muestra similitudes genéticas entre todos los hablantes eurásicos de lenguas indoeuropeas, incluyendo a los hablantes de lenguas iranias e indoiranias. Esto no implica necesariamente un origen indoeuropeo común para estas poblaciones, ya que podría deberse a antepasados no-indoeuropeos que más tarde fueron «indoeuropeizados» (según la teoría paleolítica de la continuidad).
Los resultados de las pruebas concentradas en los haplogrupos del cromosoma Y ofrecen una visión más detallada de los acontecimientos que pudieron tener lugar en las regiones de habla irania en los últimos 7000-5000 años. Curiosamente, la zona más al este de las tierras altas iraníes revela la frecuencia más alta de R1a1, lo que sirve como un marcador diagnóstico indoiranio que se cree que ha sido heredado de un pueblo que dejó un patrón claro de hallazgos arqueológicos, la cultura yamna, generalmente identificada como los primeros indoeuropeos. El R1a1 se encuentra con la mayor frecuencia en los ishikami y tayikos del Pamir (68%/64%), seguidos por los hablantes de lenguas eslavas. La mayoría del resto de Irán parece haber sido escasamente influida por los indoeuropeos que portaban el R1a1, lo que se atribuye al reemplazo de la lengua a través del modelo de «élites dominantes».
La arqueóloga Marija Gimbutas, autora de la hipótesis de los kurganes, ha señalado al respecto que:

El proceso de indoeuropeización fue una transformación cultural, no física. Debe entenderse como una victoria militar en cuyos términos se impone un nuevo sistema administrativo, una nueva lengua y una nueva religión sobre los grupos indígenas.

## Lista de pueblos iranios

### Pueblos iranios antiguos
- Iranios occidentales:
  - Persas
  - Medos
  - Achomianos
  - Sagartios (cuyo nombre aún perdura en el nombre de las Zagros).
  - Carducios
  - Azaras
  - Manneos

- Iranios orientales:
  - Aracosios
  - Bactrianos
  - Gandarios
  - Corasmios
  - Parnos
  - Partos
  - Satagidios
  - Sogdianos
  - Escitas-sármatas
    - Sármatas
    - Alanos
    - Parama kambojas
    - Masagetas

### Pueblos iranios modernos
- Baluchis
- Guilanos
- Jasos
- Kurdos
- Laqs
- Mazandaraníes
- Osetios
- Pamiri
- Parsis y la comunidad irano-zoroastra de la India
- Pastunes
- Persas
  - Bactiari
  - Farsiwanos
  - Hazaras
  - Luros
  - Pueblo Khomuno
  - Tayikos
  - Tats
- Tayikos de China
- Talish
- Waqi
- Zazas

### Otros
Los siguientes descienden parcialmente de los pueblos iranios o se les contempla como posibles descendientes de pueblos iranios
- Azeríes Aunque los azeríes hablan una lengua túrquica (el moderno idioma azerí), se cree que descienden principalmente de antiguos iranios y caucásicos.[51][52] Así, debido a sus lazos históricos con diversos pueblos iranios y a sus lazos culturales con los persas,[53] Los azeríes se asocian frecuentemente con los pueblos iranios.[54]
- Uzbekos Se cree que los pueblos uzbekos modernos tienen antepasados iranios y túrquicos. "Uzbeko" y "Tayiko" son nombres modernos dados a las poblaciones culturalmente homogéneas y sedentarias de Asia Central. Los antepasados locales de ambos grupos - los uzbekos de habla túrquica y los tayikos de habla irania - fueron conocido como los "Sartos" ("mercaderes sedentarios") antes de la  conquista rusa de Asia Central, mientras que "Uzbeko" o "Turco" fueron los nombres otorgados a las poblaciones nómadas o seminómadas de la zona. Los uzbekos y tayikos modernos son conocidos como los "Sarts" para sus vecinos túrquicos, los kazajos y los kirguises. Los antiguos iranios sogdianos y bactrianos se encuentran entre sus antepasados. Culturalmente, los uzbekos están más próximos a sus vecinos sedentarios, hablantes de lenguas iranias, que de sus vecinos túrquicos nómadas y seminómadas. Algunos académicos uzbekos, como A. Askarov y B. Ahmadov, minimizan la extensión e importancia túrquica en la continuidad de los antiguos antepasados iranios.[55]
- Bosníacos[56]
- Búlgaros
- Croatas[56]
- Serbios[56]
- Hurritas Se cree que al menos la clase noble de los hurritas de Mittani (II milenio a. C.) contenía elementos culturales iránicos.[57]
- Pallavas No hay consenso sobre el origen iranio de los pallavas del sur de la India (c. siglos IV-VII).